# Estatua ecuestre de la reina Guillermina
La Estatua ecuestre de la reina Guillermina (que en neerlandés: Ruiterstandbeeld koningin Wilhelmina) se localiza en Ámsterdam específicamente en la calle Rokin, en la esquina con el callejón Langebrugsteeg. La estatua de la reina Guillermina de los Países Bajos fue esculpida en bronce por Theresia R. van der Pant. 
La estatua fue encargada por un Grupo de Organizaciones de Mujeres de Ámsterdam en 1964. El dinero fue proporcionado por la población de la ciudad. 
La comisión inicial preveía una efigie de la reina sentada, detrás de un micrófono, dirigiéndose durante la guerra a los holandeses en el programa de Radio Oranje del Servicio Europeo de la BBC, simbolizando a Guillermina como "reina de la guerra".
Theresia van der Pant no estaba entusiasmada con esta idea, argumentando que las estatuas recientes habían retratado a Guillermina con una edad más avanzada. Además, Van der Pant era más experta en esculturas de animales. Por todo lo anterior, se decidió una estatua de la reina más joven, montando a caballo.